# Les Légendes des super-héros
Les Légendes des super-héros (Legends of the Superheroes) est une série télévisée américaine en deux épisodes de 48 minutes créée par Mike Marmer et Peter Gallay et diffusée du 18 janvier 1979 au 25 janvier 1979 à la télévision sur ABC.

## Synopsis
La ligue des super héros ont fort à faire avec la ligue du destin composée du docteur Sivana, Sinestro, Mordru, Riddler, Solomon Grundy et Giganta qui ont décidé de leur lancer un ultimatum : à savoir faire exploser une bombe qui mettra en danger des innocents. Les super héros dirigés par Batman et Robin devront faire preuve de sang froid et d'imagination pour arrêter le compte à rebours.

## Fiche technique
- Titre original : Legends of the Superheroes
- Titre français : Les Légendes des super-héros
- Création : Mike Marmer et Peter Gallay
- Musique : Fred Werner
- Montage : Harvey Berger et Andy Shubert
- Directeur de la photographie : Greg Brunton
- Distribution : Lee Schaff Guardino
- Création des costumes : Warden Neil
- Création des maquillages : Jack H. Young et Rudy Horvatich
- Producteur exécutif : Joseph Barbera
- Producteur : Bill Carruthers
- Producteur associé : Joel Stein
- Compagnie de production : Hanna Barbera Productions - Warner Bros Television
- Pays d'origine : États-Unis
- Format : Couleurs - Vidéo - Son mono - 1.33 Plein écran
- Genre : fantastique
- Durée : 2 x 48 minutes

## Distribution
- Jeff Altman : Weather Wizard
- Charlie Callas : Sinestro
- Gabriel Dell : Mordru
- Frank Gorshin : Le Riddler
- Howard Morris : Docteur Sivana
- Mickey Morton : Solomon Grundy
- William Schallert : Scarlet Cyclone / Retired Man
- Burt Ward : Robin
- Adam West : Batman
- A'leisha Brevard : Giganta
- Garrett Craig : Shazam
- Howard Murphy : Green Lantern
- Danuta Rylko Soderman : Black Canary
- Bill Nuckols : Hawkman
- Rod Haase : Flash
- Barbara Joyce : Chasseresse
- Gary Owens : Le narrateur

## Liste des épisodes
1. Titre français inconnu (The Challenge)
2. Titre français inconnu (The Roast)

## Sortie DVD
L'intégralité des épisodes est sorti dans un DVD chez Warner Archives le 19 octobre 2010 en version originale non sous-titrée avec en suppléments des scènes coupées. ASIN B0049IHWYG